# Kalaloch Lodge
Le Kalaloch Lodge est un hôtel américain situé à Kalaloch, dans le comté de Jefferson, sur la péninsule Olympique de l'État de Washington. Protégé au sein du parc national Olympique, ce lodge est géré par Delaware North depuis 2012.